# Ständehaus (Kassel)

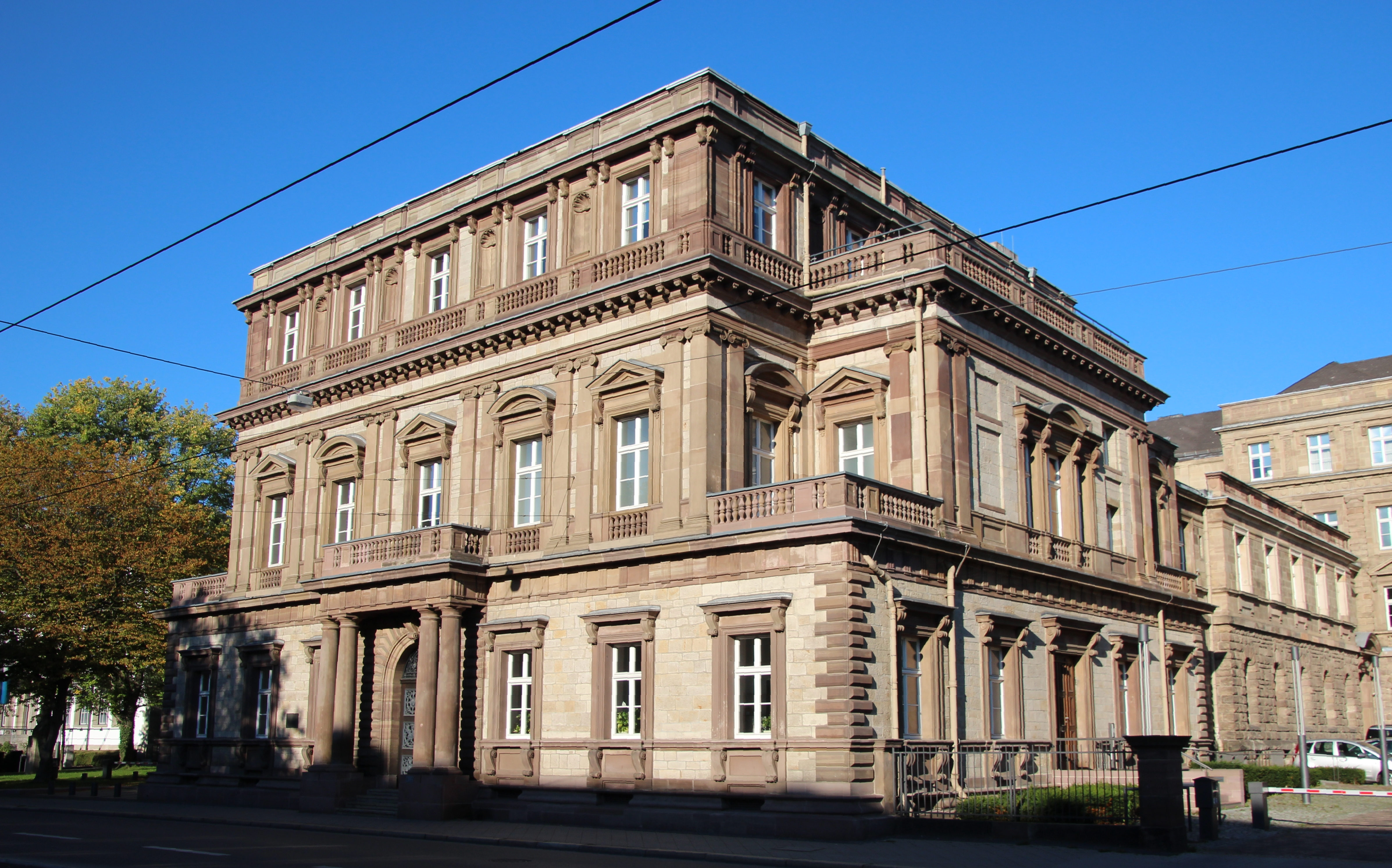
Das alte kurhessische Parlament, das Ständehaus in Kassel

Das Ständehaus wurde 1834–36 nach den Plänen Julius Eugen Ruhls in Kassel erbaut. Der frühe Neorenaissancebau diente ursprünglich den kurhessischen Landständen als Tagungsort und ist heute Sitz des Landeswohlfahrtsverbandes Hessen.

## Geschichte
Das neue Ständehaus als Politikum

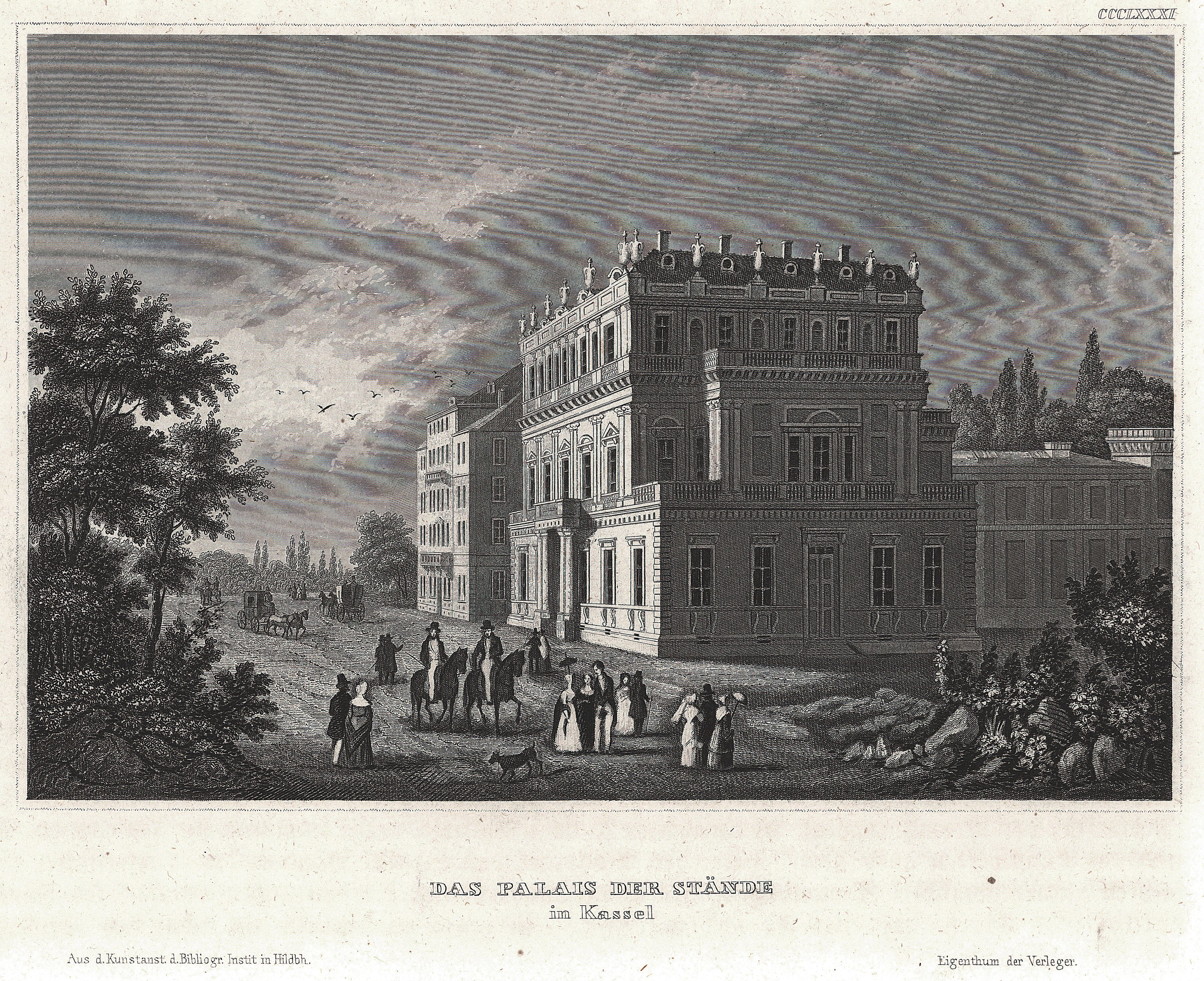
Das Ständehaus ca. 1842

Nach der Wiederherstellung des Kurfürstentums Hessen wurden die Landstände seit 1816 nicht mehr einberufen. Das bisher von ihnen genutzte Palais Jungken (später Teil des Residenzschlosses) wurde dem Kurprinzen Wilhelm (II.) zur Verfügung gestellt. Es herrschte ein stark reaktionäres Klima in Hessen-Kassel.
Die Revolution von 1830 brach daher in Kurhessen mit besonderer Vehemenz aus. Wilhelm II., nun Landesherr, sah sich nach einer Massenpetition, die der Kasseler Magistrat am 15. September 1830 vorgetragen hatte, gezwungen, die Landstände einzuberufen. Diese beschlossen am 5. Januar 1831 eine liberale Kurhessische Verfassung. Sie war für damalige Verhältnisse außerordentlich fortschrittlich und sah ein Einkammerparlament, einen Verfassungseid und die Möglichkeit einer Ministeranklage vor, ein Vorläufer der parlamentarischen Verantwortlichkeit der vom Monarchen ernannten Minister.
Nachdem besonders Kassels Bürgermeister Karl Schomburg, dem Kurhessen seine liberale Verfassung zu verdanken hatte, ein neues Ständehaus forderte, stellte Kurfürst Wilhelm II. einen Bauplatz am Wilhelmshöher Platz zur Verfügung. Ende des Jahres 1831 übernahm Kurprinz Friedrich Wilhelm als Mitregent die Regierung. Sein restaurativer Ehrgeiz in der Politik verzögerte die Planung für einen Neubau erheblich. Der vorgesehene Bauplatz stand plötzlich nicht mehr zur Verfügung, denn hier wollte Friedrich Wilhelm eigene Pläne für ein Schloss verwirklichen. 1833 einigte man sich schließlich auf das Gelände innerhalb einer geplanten Stadterweiterung am „Friedrich-Wilhelm-Platz“, dem heutigen Ständeplatz. In den Plänen des Architekten Ruhl finden sich persönlich eingetragene Änderungen des Kurprinzen. So korrigierte er zum Beispiel die Bezeichnung für das Zimmer für bes. Berathungen in Zimmer für Mich. Auch die Inschrift des am 24. Juni 1834 gelegten Grundsteins musste geändert werden. Bei der feierlichen Einweihung des Neubaus im November 1836 weigerte sich der reaktionäre kurhessische Innenminister Ludwig Hassenpflug zunächst, die Schlüssel den Landständen zu überreichen.
Bis zum Ende des Kurfürstentums im Jahre 1866 behielt das Ständehaus seine Funktion als kurhessisches Parlamentsgebäude.
Spätere Nutzung
Nach der Errichtung der Provinz Hessen-Nassau durch Preußen fanden im Ständehaus von 1868 bis 1933 die Versammlungen des Kommunallandtags des Regierungsbezirks Kassel und des Provinziallandtags der Provinz Hessen-Nassau statt.
Im Zweiten Weltkrieg wurde das Gebäude 1943 durch Brandbomben beschädigt. Es dient nach dem Wiederaufbau seit 1953 dem Landeswohlfahrtsverband Hessen als Hauptsitz. Zur 175. Wiederkehr der Eröffnung des Ständehauses als Sitz des kurhessischen Landtages hat der Landeswohlfahrtsverband das Haus innen und außen renovieren und behutsam verändern lassen, so dass im Jahre 2011 die Baugeschichte, auch die der 1950er Jahre, sichtbar bleibt.

## Architektur

Empore im Sitzungssaal, Museumsnacht 2011

Der ursprüngliche Bau bedient sich stilisierten Formen der italienischen Renaissance. Er gilt als einer der ersten Neorenaissancebauten Deutschlands. Das Gebäude wurde 1904–1906 rückseitig stark erweitert. Nach geringen Beschädigungen im Zweiten Weltkrieg wurde das Dach vereinfacht wiedererrichtet und der Sitzungssaal nach Entwürfen von Arnold Bode im Stil der 1950er Jahre neu eingerichtet.

Detail der Gusseisernen Tür

Beachtenswert ist die filigran gearbeitete Tür des Haupteingangs aus der Erbauungszeit. Die zwei Flügel aus Gusseisen wurden in der Eisenhütte Veckerhagen gefertigt.